# Giulio Sigismondo di Württemberg-Juliusburg
Giulio Sigismondo di Württemberg-Juliusburg (Oels, 18 agosto 1653 – Dobroszyce, 15 ottobre 1684) è stato un generale e duca prussiano.

## Biografia
Giulio Sigismondo era il quarto figlio del Duca Silvio I Nimrod di Württemberg-Oels (1622-1664) e di sua moglie, Elisabetta Maria di Oels (1625-1686).
Dopo la morte del padre nel 1664 in un primo momento la madre detenne la reggenza sui quattro figli governanti il Ducato di Oels. Il principe iniziò la propria carriera militare nei Paesi Bassi, dove il fratello maggiore Carlo Ferdinando era morto nel 1669.
Nel 1672 prese il governo il fratello maggiore e divise il territorio; Giulio Sigismondo ottenne il governo di Medzibor e Trebnitz, mentre suo fratello maggiore Silvio Federico ottenne Oels e Cristiano Ulrico la città di Berne. La reggenza dei figli si concluse nel 1673 quando essi poterono prendere pienamente potere sui loro territori.
Giulio Sigismondo scelse il villaggio di Dreske come propria residenza. Qui egli convertì l'antico castello medioevale in un autentico palazzo barocco e fu la residenza ufficiale dal 1676. Giulio Sigismondo fu membro della Società dei Carpofori.

## Matrimonio e figli
Giulio sposò il 4 aprile 1677 a Grabow Anna Sofia (1647-1726), figlia del Duca Adolfo Federico I di Meclemburgo-Schwerin, dalla quale nacquero i seguenti eredi:
- Maria Sofia (1678-1681)
- Leopoldo Federico (1680-1681)
- Carlo (1682-1745), duca di Württemberg-Bernstadt, sposò nel 1703 la principessa Guglielmina Luisa di Sassonia-Meiningen (1686-1753)

## Ascendenza
|                                                     |                                       |                                                   | Genitori                                        |  |  | Nonni |  |  | Bisnonni                             |  |  | Trisnonni                                    |  |
|                                                     |                                       |                                                   |                                                 |  |  |       |  |  | 8. Friedrich I, duca del Württemberg |  |  | 16. Georg I, conte di Württemberg-Mömpelgard |  |
|                                                     |                                       |                                                   |                                                 |  |  |       |  |  | 8. Friedrich I, duca del Württemberg |  |  | 16. Georg I, conte di Württemberg-Mömpelgard |  |
|                                                     |                                       | 17. Barbara von Hessen                            |                                                 |  |  |       |  |  | 8. Friedrich I, duca del Württemberg |  |  |                                              |  |
| 4. Julius Friedrich, duca di Württemberg-Weiltingen |                                       |                                                   |                                                 |  |  |       |  |  | 8. Friedrich I, duca del Württemberg |  |  |                                              |  |
|                                                     |                                       | 9. Sibylla von Anhalt                             | 18. Joachim Ernst, principe di Anhalt           |  |  |       |  |  |                                      |  |  |                                              |  |
|                                                     |                                       | 9. Sibylla von Anhalt                             | 18. Joachim Ernst, principe di Anhalt           |  |  |       |  |  |                                      |  |  |                                              |  |
|                                                     |                                       | 9. Sibylla von Anhalt                             | 19. Agnes von Barby-Mühlingen                   |  |  |       |  |  |                                      |  |  |                                              |  |
| 2. Silvius I Nimrod, duca di Württemberg-Oels       |                                       | 9. Sibylla von Anhalt                             |                                                 |  |  |       |  |  |                                      |  |  |                                              |  |
|                                                     |                                       | 10. Johann, duca di Schleswig-Holstein-Sonderburg | 20. Christian III, re di Danimarca              |  |  |       |  |  |                                      |  |  |                                              |  |
|                                                     |                                       | 10. Johann, duca di Schleswig-Holstein-Sonderburg | 20. Christian III, re di Danimarca              |  |  |       |  |  |                                      |  |  |                                              |  |
|                                                     |                                       | 10. Johann, duca di Schleswig-Holstein-Sonderburg | 21. Dorothea von Sachsen-Lauenburg              |  |  |       |  |  |                                      |  |  |                                              |  |
| 5. Anna Sabina von Schleswig-Holstein-Sonderburg    |                                       | 10. Johann, duca di Schleswig-Holstein-Sonderburg |                                                 |  |  |       |  |  |                                      |  |  |                                              |  |
|                                                     |                                       | 11. Agnes Hedwig von Anhalt                       | 22. Joachim Ernst, principe di Anhalt (= 18)    |  |  |       |  |  |                                      |  |  |                                              |  |
|                                                     |                                       | 11. Agnes Hedwig von Anhalt                       | 22. Joachim Ernst, principe di Anhalt (= 18)    |  |  |       |  |  |                                      |  |  |                                              |  |
|                                                     |                                       | 11. Agnes Hedwig von Anhalt                       | 23. Eleonore von Württemberg                    |  |  |       |  |  |                                      |  |  |                                              |  |
| 1. Julius Siegmund, duca di Württemberg-Juliusburg  |                                       | 11. Agnes Hedwig von Anhalt                       |                                                 |  |  |       |  |  |                                      |  |  |                                              |  |
|                                                     | 12. Karl II, duca di Münsterberg-Oels | 24. Heinrich II, duca di Münsterberg-Oels         |                                                 |  |  |       |  |  |                                      |  |  |                                              |  |
|                                                     | 12. Karl II, duca di Münsterberg-Oels | 24. Heinrich II, duca di Münsterberg-Oels         |                                                 |  |  |       |  |  |                                      |  |  |                                              |  |
|                                                     | 12. Karl II, duca di Münsterberg-Oels | 25. Margarethe zu Mecklenburg-Schwerin            |                                                 |  |  |       |  |  |                                      |  |  |                                              |  |
| 6. Karl Friedrich I, duca di Münsterberg-Oels       | 12. Karl II, duca di Münsterberg-Oels |                                                   |                                                 |  |  |       |  |  |                                      |  |  |                                              |  |
|                                                     |                                       | 13. Elisabeth Magdalena von Brieger               | 26. Georg II, conte di Brieger                  |  |  |       |  |  |                                      |  |  |                                              |  |
|                                                     |                                       | 13. Elisabeth Magdalena von Brieger               | 26. Georg II, conte di Brieger                  |  |  |       |  |  |                                      |  |  |                                              |  |
|                                                     |                                       | 13. Elisabeth Magdalena von Brieger               | 27. Barbara von Brandenburg                     |  |  |       |  |  |                                      |  |  |                                              |  |
| 3. Elisabeth Marie von Münsterberg-Oels             |                                       | 13. Elisabeth Magdalena von Brieger               |                                                 |  |  |       |  |  |                                      |  |  |                                              |  |
|                                                     |                                       | 14. Friedrich Wilhelm I, duca di Sassonia-Weimar  | 28. Johann Wilhelm, duca di Sassonia-Weimar     |  |  |       |  |  |                                      |  |  |                                              |  |
|                                                     |                                       | 14. Friedrich Wilhelm I, duca di Sassonia-Weimar  | 28. Johann Wilhelm, duca di Sassonia-Weimar     |  |  |       |  |  |                                      |  |  |                                              |  |
|                                                     |                                       | 14. Friedrich Wilhelm I, duca di Sassonia-Weimar  | 29. Dorothea Susanne von der Pfalz-Simmern      |  |  |       |  |  |                                      |  |  |                                              |  |
| 7. Anna Sophia von Sachsen-Weimar                   |                                       | 14. Friedrich Wilhelm I, duca di Sassonia-Weimar  |                                                 |  |  |       |  |  |                                      |  |  |                                              |  |
|                                                     |                                       | 15. Anna Maria von Pfalz-Neuburg                  | 30. Philipp Ludwig, duca del Palatinato-Neuburg |  |  |       |  |  |                                      |  |  |                                              |  |
|                                                     |                                       | 15. Anna Maria von Pfalz-Neuburg                  | 30. Philipp Ludwig, duca del Palatinato-Neuburg |  |  |       |  |  |                                      |  |  |                                              |  |
|                                                     |                                       | 15. Anna Maria von Pfalz-Neuburg                  | 31. Anna von Jülich-Kleve-Berg                  |  |  |       |  |  |                                      |  |  |                                              |  |
|                                                     |                                       | 15. Anna Maria von Pfalz-Neuburg                  |                                                 |  |  |       |  |  |                                      |  |  |                                              |  |